# Vietnam i olympiska sommarspelen 1996
Vietnam deltog i de olympiska sommarspelen 1996 med en trupp bestående av sex deltagare, men ingen av landets deltagare erövrade någon medalj.

## Friidrott
Herrarnas 100 meter
- Lâm Hải Vân
  - Heat: 11,14 (gick inte vidare)

Damernas 100 meter häck
- Vũ Bích Hương
  - Heat: 13,85 (gick inte vidare)

## Judo
Herrarnas extra lättvikt
- Cao Ngọc Phương Trịnh